# Dmitri Leonidowitsch Radtschenko
Dmitri Leonidowitsch Radtschenko (* 2. Dezember 1970 in Leningrad) ist ein ehemaliger russischer Fußballspieler.

## Nationalmannschaft
1990 debütierte Radchenko für die Fußballnationalmannschaft der UdSSR. Ab 1992 spielte er für die russische Fußballnationalmannschaft. Mit dieser qualifizierte er sich erfolgreich für die Weltmeisterschaft 1994. Radchenko bestritt 35 Länderspiele und erzielte dabei neun Tore für die Sowjetunion und Russland.

## Errungene Titel
Mit seinen Vereinen:
- Premjer-Liga: 1992, 1993
- Supercopa de España: 1995
- Kaiserpokal: 1999